# Холуй, Виктория
Виктория Холуй (пол. Wiktoria Chołuj; 14 февраля 2000) — польская спортсменка, борец вольного стиля.

## Карьера
В сентябре 2023 года она принимала участие в чемпионате мира в Белграде. В середине февраля 2024 года на чемпионате Европы в Бухаресте, одолев в схватке за 3 место Викторию Радькову, она завоевала бронзовую медаль. 6 апреля 2024 года в Баку на Европейском квалификационном турнире к Олимпийским играм она получила квоту для Польши на летние Олимпийские игры 2024 года в Париже.

## Результаты
- Чемпионат Европы по борьбе 2024 — ;